# Hermanis Buks
Hermanis Buks, latvijski general, * 1896, † 1942.